# Pingasa lariaria
Pingasa lariaria är en fjärilsart som beskrevs av Walker 1860. Pingasa lariaria ingår i släktet Pingasa och familjen mätare. Inga underarter finns listade i Catalogue of Life.